# 紐蘭鎮區 (北卡羅萊納州帕斯闊坦克縣)
紐蘭鎮區（英語：Newland Township）是位於美國北卡羅萊納州帕斯闊坦克縣的一個鎮區。

## 地方資料
紐蘭鎮區的面積為161.35平方千米，皆為陸地。根據2020年美國人口普查的數據，當地共有人口2505人，而人口密度為每平方千米15.53人。